# Château de Venzac
Pour les articles homonymes, voir Venzac.
Le château de Venzac est situé à Mur-de-Barrez dans le Aveyron. Il est partiellement inscrit à l'inventaire des monuments historiques depuis le 30 mai 1989 et possède un jardin remarquable.
Il ne doit pas être confondu avec le château de Veuzac situé près de  Villefranche-de-Rouergue.

## Historique
Il a dû exister une famille noble de ce nom dès le XIIe siècle, puisqu'on trouve le troubadour Bernart de Venzac.
Selon le Baron de Gaujal, un château qu'il nomme Venzac avait appartenu à la maison de Lévis, puis à celles qui portèrent le nom de Caylus: Pestels, Tubières, etc.

### Famille de Gaches de Venzac
La famille de Jacqes ou Jacques de Gaches, qui s'est établie à Mur-de-Barrez avant 1543, est originaire de la ville d'Aurillac. Elle est actuellement éteinte.
- En 1491, Barthélémy Jacobi (de Jacques) du Mur-de Barrez, dota l'ermitage de Saint-Curial sur le plateau du Coyan à Vic-sur-Cère, de 8 setiers de seigle, censuel et menduels (mesures de Mur), à prendre sur le lieu de Monteil, paroisse de Thérondels. En 1589, Guillaume Gaches, docteur en droits, notaire à Mur, son héritier, agrée l'institution de Pierre Lavigne, par les officiers du bailliage de Carladez.

- Claude de Gaches de Venzac a épousé le 2 décembre 1514 Jean de Sedaiges, fils d'Hugues, seigneur de Vacheresses, à Marmanhac, originaire du château de Sedaiges.

À la même époque, son frère ou son cousin, 
- Auguste Gaches, sieur de Venzac, se marie à Jeanne de Laroche dont il a un fils:
- Guillaume Gaches, sieur de Venzac, conseiller au présidial d'Aurillac, épouse Madeleine de Greil de La Volpilhère, fille d'Antoine et de Marguerite de Garceval qui lui donne six enfants dont :
  - Louis de Gaches, sieur de Venzac, anobli en 1668, qui suit,
  - Jean de Gaches, aussi anobli en 1668, sans descendance,
  - Marguerite de Gaches, mariée à Bertrand de Vigier.
- Louis de Gaches de Venzac, sieur de la Gacherie, de Vezil, de Belmon, conseiller du roi au siège d'Aurillac, aurait été anobli par lettres patentes de Louis XIV en 1668. Il avait épousé le 10 février 1641 Marguerite de La Grange qui lui avait donné quatorze enfants dont neuf garçons:
  - Jean-Baptiste de Jacques de Belmon (1646-1714/), sieur de Belmon, receveur au grenir à sel du roi, maire de Mur-de-Barrez, qui épouse en 1671 Anne de Verdier et fait la souche de la famille de Belmon de Malcor.
  - François de Gaches de Venzac, qui suit.
- François de Gaches de Venzac (1649-1698), sieur de Venzac, marié en 1690 à Anne de Solacque, fille d'Étienne de Solacque et de Marianne de Monteils, qui lui donne deux filles et deux fils, parmi lesquels :

- Jean Guillaume de Gaches de Venzac (1697-1766), seigneur de Venzac, marié à Charlotte Viale (1706-1736) qui lui donne aussi deux filles et deux fils:
  - Louis Balthazar de Gaches de Venzac (1731-1782), qui suit,
  - Jeanne de Gaches de Venzac (1733-1799), mariée en 1764 à Jean-François Piales, sieur de la Plaignie, avocat en parlement, conseiller du roi, juge de la ville de Mur, fils de Joseph Piales, avocat au parlement, et de Anne de La Plainie ;
  - Marie de Gaches de Venzac (1734-1799), mariée le 29 août 1758 avec Guillaume-Jean-Philippe de Verdier (1725-1813), seigneur de Mandilhac, trésorier de France. Ils eurent trois enfants, dont Jérôme-Marcellin de Verdier de Mandilhac (1759-1833), héritier et seigneur du château de Valon, marié en 1783 à Jeanne Delpech del Perié, puis en 1814 à Catherine Pagès des Huttes ;
  - Augustin de Gaches de Sanhes de Cambest, sieur de Carénagues, membre de l'assemblée de la noblesse du Rouergue réunie en 1789 pour les États généraux à Villefranche-de-Rouergue
  - Jeanne de Gaches, religieuse à Langeac.

- Louis-Balthazar de Gaches (1731-1782), sieur de Neuville, lieutenant aux grenadiers de France, marié le 19 janvier 1761 avec Jeanne-Crispine de Verdier (1736-1790), file de Jérôme de Verdier, secrétaire du roi, seigneur de Mandilhac, et d'Antoinette de Pelamourgue, qui lui donne plusieurs enfants dont :
  - Jean-Louis de Gaches de Belmon, garde du corps du roi, qui fut blessé mortellement lors de l'émigration, à la bataille de Fribourg ;
  - Pierre de Gaches de Venzac, qui suit ;
  - Jérôme de Gaches de Venzac, officier au régiment de Sarre-Infanterie ;
  - Françoise de Gaches de Venzac, mariée au sieur d'Arjealet, de Chaudes-Aigues ;
- Pierre de Gaches de Venzac (1769-1825), reçu à l'École militaire en 1784 en même temps que Bonaparte, sert à la guerre d'Amérique jusqu'en 1792, puis devient receveur de l'Enregistrement à Chaudes-Aigues. Il a plusieurs enfants, dont :
- Louis de Gaches de Venzac (1813-1882), receveur de l'enregistrement après lui, marié le 11 octobre 1856 à Saint-Simon avec Eudoxie Colinet de Labeau (1832-1914), fille de Jean-Antoine Colinet (1803-1854), propriétaire de Labeau.

## Armes, blasons, devises
Les armes de la famille de Venzac se trouvent sculptées sur la façade de l'hôtel de Cadilhac, actuellement hôtel de ville de Mur-de-Barrez, dont on pense qu'il a été construit par Antoine de Cadilhac marié à Louise de Venzac.
- "Parti au 1 de gueules à trois coquilles d'argent, 2 et 1; au 2 d'azur à deux étoiles d'or en chef et une fleur de lys de même en pointe"[5].

## Protection
Les façades et toitures du château, de la chapelle et des communs, ainsi que la cage d'escalier et la cheminée en pierre du salon du rez-de-chaussée du château font l’objet d’une inscription à l'inventaire des monuments historiques depuis le 30 mai 1989.